# Rotatorenmanchet

10. rotatorenmanchet: 11. m. supraspinatus, 12. m. subscapularis, 13. m. infraspinatus, 14. m. teres minor

De rotatorenmanchet verwijst naar een groep van vier kleine spieren rondom het schoudergewricht. Deze spieren omvatten de supraspinatus, infraspinatus, teres minor en subscapularis. Deze spieren spelen een belangrijke rol bij het stabiliseren van het schoudergewricht en het controleren van de bewegingen van de schouder.
musculus subscapularis (onderschouderbladspier)
De supraspinatus bevindt zich aan de bovenkant van de rotatorenmanchet en zorgt voor de externe rotatie van de schouder. Het helpt ook bij het optillen van de schouder.
musculus supraspinatus,
De subscapularis bevindt zich aan de voorkant van de rotatorenmanchet en is verantwoordelijk voor de interne rotatie van de schouder. Het helpt ook bij het stabiliseren van de schouder tijdens bewegingen van de arm.
musculus infraspinatus en de
De infraspinatus bevindt zich aan de achterkant van de rotatorenmanchet en is verantwoordelijk voor de externe rotatie van de schouder. Het helpt ook bij het stabiliseren van de schouder tijdens bewegingen van de arm.
musculus teres minor.
De teres minor bevindt zich ook aan de achterkant van de rotatorenmanchet en is verantwoordelijk voor de externe rotatie van de schouder. Het helpt ook bij het naar buiten draaien van de arm.
Ze behoren tot de spieren van de schoudergordel. De functie van deze spieren is het op spanning houden van het van zichzelf slappe kapsel van het schoudergewricht en luxaties te voorkomen.
Een zeer frequente aandoening aan de rotatorenmanchet is het impingementsyndroom, waarbij ofwel de pees, ofwel de pees-spierovergang van de musculus supraspinatus ontstoken is. Dit gedeelte van de spier loopt door een nauwe tunnel, gevormd door het acromion (schouderdak) van de scapula (schouderblad) en het caput humeri (kop van de bovenarm). Als het ontstoken gedeelte van de spier door deze tunnel loopt, dan zorgt dit voor een pijnlijke reactie. Abductie van de arm is dan pijnlijk in het gebied tussen de 60 en de 120 graden ten opzichte van het lichaam.